# Sabato di Lazzaro

La Resurrezione di Lazzaro — XV secolo. Scuola di Novgorod. 72 x 60 cm. Museo di Stato russo di San Pietroburgo

Il Sabato di Lazzaro nella Chiesa ortodossa, e nelle Chiese Cattoliche di rito orientale che seguono il Rito bizantino, è la festività che precede la Domenica delle Palme, cui è collegato dal punto di vista liturgico e della datazione annuale.
Celebra la resurrezione di Lazzaro di Betania, narrata nel Vangelo secondo Giovanni (Gv 11:1-45).

## Aspetti liturgici
Il Sabato di Lazzaro e la Domenica delle Palme sono strettamente collegati nell'anno liturgico, quali giorni di festa e trionfo dopo la penitenza della Grande Quaresima e il "lutto" della Settimana Santa, senza trascurare la conclusiva Resurrezione di Gesù Cristo.
I Propri della settimana precedente nel Triodion quaresimale tracciano la malattia e la morte di Lazzaro, introducendo il successivo ritorno di Gesù dal fiume Giordano nella regione di Betania.
Seguendo la tradizione ebraica, anche per la Chiesa Ortodossa il tramonto segna la fine del giorno corrente e l'inizio del successivo. E così la liturgia del Sabato di Lazzaro inizia al tramonto del Venerdì. 
Il Sabato di Lazzaro è quindi introdotto già dal primo sticheron cantato ai Vespri per la sera del giorno prima:
(Sticheron ai Vespri del Venerdì)

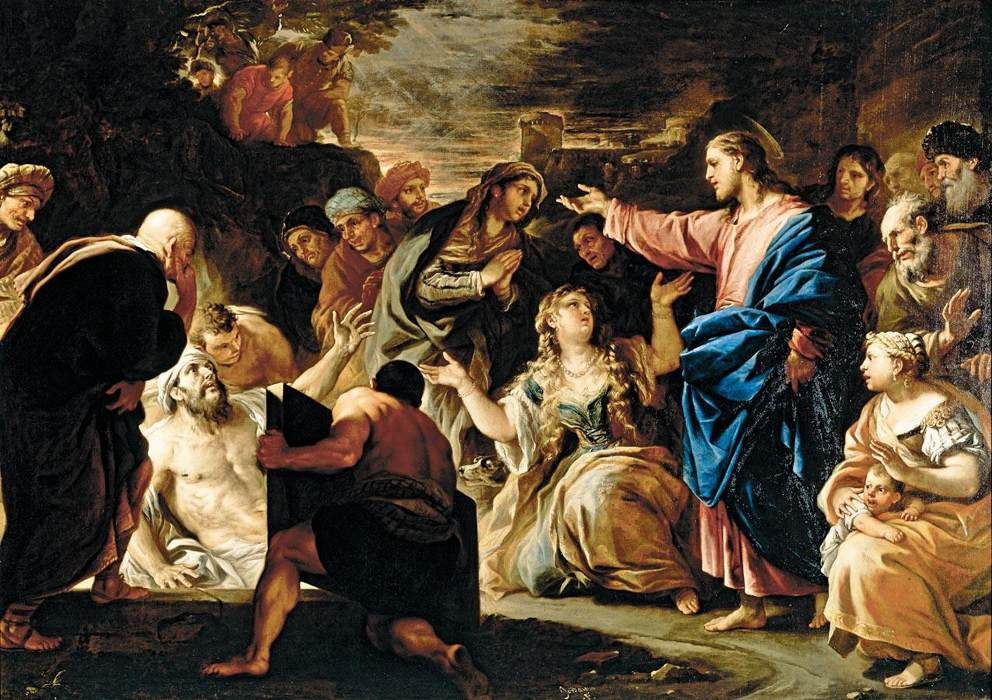
La Resurrezione di Lazzaro, olio su tela di Luca Giordano, 1675 ca, Napoli (collezione privata)

Durante i Vespri del Venerdì, la lettura della Genesi (che incomincia il primo giorno della Grande Quaresima) termina con la descrizione della morte, sepoltura e dei riti connessi da parte dei congiunti del patriarca Giacobbe (Genesi 49:33 e 50:26).
Per la Compieta è cantato un antico canone dal titolo la Resurrezione di Lazzaro, composto da Sant'Andrea di Creta: si tratta di uno dei pochissimi inni a noi pervenuti interi, che contengono tutte le nove cantiche della Chiesa Ortodossa.
Come spiegato nelle parole di Giovanni (elaborazione testuale), le letture e gli inni del Venerdì si focalizzano sulla Resurrezione di Lazzaro intesa come fatto che anticipa e predice la Resurrezione di Gesù e la Resurrezione della carne prima del Giudizio universale.
La narrazione evangelica è direttamente interpretata negli inni quale prova storica e razionale della duplice nautura umana e divina di Gesù Cristo, poiché soltanto Dio ha il potere di donare la vita e la morte: la Sua umanità emerge dalle parole  Dove si trova? (Gv 11:34), e la Sua divinità nel comando Alzati e cammina (Gv 11:43). Gesù compie il miracolo della resurrezione senza invocare l'intercessione di terzi, su preghiera delle sorelle di Lazzaro.
Un certo numero di inni, scritti in prima o seconda persona, pongono simbolicamente in relazione la morte di Lazzaro, la sepoltura e le obbligazioni funerarie di quel tempo, con la condizione di ogni persona colpevole di peccati.
Le preghiere domenicali per i defunti, quando la liturgia lo consente, sono accompagnate da una scelta fra i numerosi inni esistenti dedicati al tema della resurrezione dai morti. Il battesimo degli infanti e, in alcune Chiese il battesimo degli adulti convertiti, possono essere celebrati in questo giorno di festa: in tale eventualità, il Trisagion della divina liturgia è sostituito dall'inno battesimale che recita le parole: come molti sono stati battezzati nel nome di Cristo, divennero parte del suo corpo (Romani 6:3).

## Storia e cronaca
L'antica origine di questa commemorazione è testimoniata da san Giovanni Crisostomo (349-407), da sant'Agostino d'Ippona (354-430), e altri. Nel VII e VIII secolo furono composti inni speciali da sant'Andrea di Creta, san Cosma di Maiuma e san Giovanni Damasceno, ancora suonati nel corso della liturgia del XXI secolo.
La festività del Sabato di Lazzaro è celebrata nel medesimo giorno dalla Chiesa apostolica armena.

La festività è presente nella Chiesa ortodossa serba e nella Chiesa ortodossa bulgara, con i nomi locali di Vrbica' (Врбица) o Lazareva Subota (Лазарева Субота), in bulgaro Lazarovden (Лазаровден)